# Battlefield 1
Battlefield 1 – strzelanka pierwszoosobowa stworzona przez EA DICE. Tytuł został wydany przez Electronic Arts 21 października 2016 na platformie Microsoft Windows, PlayStation 4 i Xbox One. Jest to piętnasta odsłona Battlefielda w historii serii. Akcja gry została osadzona w realiach I wojny światowej, a rozgrywkę w kampanii zaprezentowano z punktu widzenia kilku różnych bohaterów. Gra działa na silniku Frostbite 3.

## Rozgrywka
Podobnie jak w poprzednich częściach serii, Battlefield 1 nastawiony jest przede wszystkim na rozgrywkę wieloosobową. Dostępne są następujące tryby: podbój, szturm, operacje, gołębie wojenne, zespołowy deathmatch, linia frontu i dominacja.
W samym trybie multiplayer do wyboru są cztery klasy: szturmowiec (specjalista od walki w zwarciu i niszczenia pojazdów), żołnierz wsparcia (specjalista od obrony danej pozycji i zaopatrywania drużyny w amunicję), medyk (zajmuje się leczeniem członków drużyny), zwiadowca (specjalista od walk na odległość, dodatkowo dostarcza informacji na temat rozmieszczenia przeciwnika). Grać można także postacią lotnika, kawalerzysty i czołgisty.
W podstawowej wersji zawarto dziesięć różnych map odwzorowujących realne działania z czasów I wojny (np. walki w Lesie Argońskim czy bitwę pod Amiens). Po premierze dodano także mapę przedstawiającą Przełęcz Łupkowską.